# Tacy Kneale
Tacy Kneale (* 1958 in Paddington, London) ist eine britische Schauspielerin und Malerin.
Tacy Kneale ist die Tochter von Judith Kerr und Nigel Kneale und die Schwester von Matthew Kneale. Sie absolvierte eine Ausbildung an der Central School of Speech and Drama und hatte danach etliche Fernsehrollen. Später studierte sie Kunst und arbeitete für Animationsstudios. Sie gestaltete Figuren für Dog Soldiers, Animal Farm und die ersten vier Harry-Potter-Filme.